# Ligne de Tallinn à Narva
La ligne de Tallinn à Narva (estonien : Tallinna–Narva raudteeliin) est une ligne ferroviaire estonienne. Elle débute à Tallinn et rejoint la gare frontière de Narva, puis elle est prolongée par une ligne du réseau ferroviaire russe.

## Histoire
Il s'agissait,pour le gouvernement russe de mieux relier les différentes régions, et en particulier les ports stratégiques, à Saint-Petersbourg (capitale de la Russie à cette époque). En 1868, l'empereur Alexandre II accorde une concession à la compagnie des Chemins de fer de la Baltique pour construire la première ligne depuis le port de Paldiski jusqu'à Saint-Pétersbourg en passant par Tallin et Narva. La ligne, à l'écartement russe comme l'ensemble du réseau qu'elle relie est ouverte le 24 octobre jul. / 5 novembre grég. 1870. Elle permet un développement rapide des ports de Tallinn et Paldiski, libres de glace en hiver.

## Exploitation
Le transport de passagers est organisé par Elron de la gare de Narva à la gare de Tartu et le transit vers Moscou et Saint Petersbourg est assuré par GoRail.